# Pilsen 2

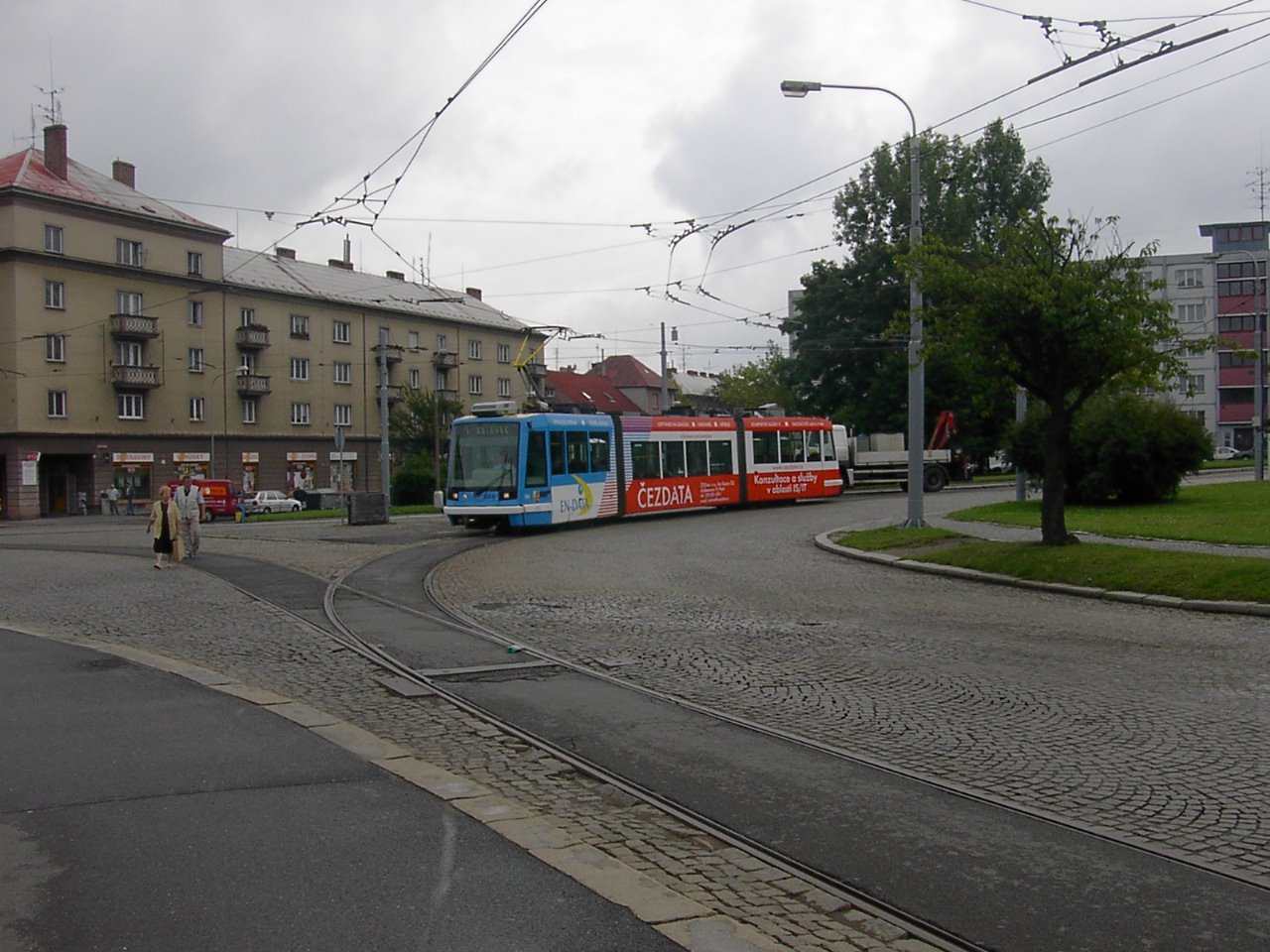
De Pilsener tramlijn 1 op het plein náměstí Milady Horákové in Slovany.

Pilsen 2 (Tsjechisch: Plzeň 2), ook bekend onder de naam Slovany, is een van de tien stadsdistricten van de Tsjechische stad Pilsen. Het stadsdistrict, dat in het oosten van de stad ligt, is op te delen in zeven stadsdelen, namelijk Božkov, Černice, Doudlevce, Hradiště, Koterov, Lobzy en Východní Předměstí (Tsjechisch voor Oostelijke Buitenwijk). Het district wordt in het westen begrensd door de rivieren Radbuza en Úhlava, in het noorden door het district Pilsen 4. Aan de oostzijde liggen de drie gemeenten Letkov, Kyšice en Starý Plzenec en aan de zuidkant ligt het district Pilsen 8.

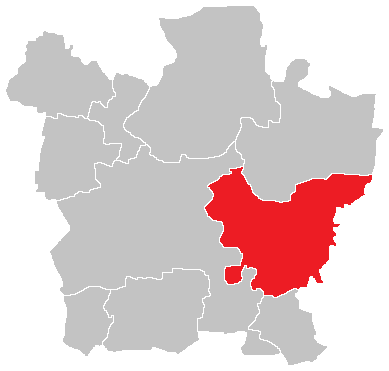
De locatie van Pilsen 2

Slovany heeft een oppervlakte van 18,56 vierkante kilometer. In het district, waarvan Ing. Lumír Aschenbrenner de burgemeester (starosta) is, wonen 35.462 mensen.
Door Slovany stroomt de rivier Úslava. In het noordwesten van het stadsdistrict ligt het station Plzeň hlavní nádraží (Pilsen hoofdstation).
Pilsen 1 · Pilsen 2 · Pilsen 3 · Pilsen 4 · Pilsen 5 · Pilsen 6 · Pilsen 7 · Pilsen 8 · Pilsen 9 · Pilsen 10